# Hemithraupis ruficapilla
Hemithraupis ruficapilla là một loài chim trong họ Thraupidae.